# Umberto Arlati
Umberto «Umbi» Arlati (* 22. Juni 1931 in Olten; † 4. Mai 2015 ebenda) war ein Schweizer Jazztrompeter und Musikpädagoge.

## Leben und Wirken
Arlatis Vater leitete ein bekanntes Tanz- und Unterhaltungsorchester in Olten und veranlasste, dass Sohn Umberto mit elf Jahren Saxophon-Unterricht erhielt; schon ein Jahr später trat er öffentlich auf. Kurz darauf wechselte er zur Trompete und wurde mit 14 Jahren Mitglied im Orchester seines Vaters. Die Jazzer Gus Meyer und Paul Thommen vermittelten ihm die Grundlagen des Jazz.
Zu Beginn der 1950er Jahre spielte er bereits mit den besten Musikern der Region, u. a. mit den Rhythm Kings und im Francis Notz Octet mit George Gruntz (1952). Den erlernten Beruf des Maurers und Fliesenlegers gab er irgendwann auf, weil er als Musiker sein Geld verdiente. 1951, 1952 und 1954 wurde er beim Zürcher Jazzfestival als bester Trompeter ausgezeichnet. In der zweiten Hälfte der 1950er Jahre spielte er mehrfach auf dem Jazzfestival in Düsseldorf mit Waldi Heidepriems Modern Jazz Group Freiburg. 1959 nahm er dort mit Klaus Doldinger und Peter Baumeister auf. In den 1960er Jahren spielte er mit Musikern wie Heinz Bigler (Montreux Jazz Festival 1968) und Vince Benedetti.
1967 wurde er Lehrer an der Berner Swiss Jazz School, später an der Musikschule Olten. 1985 gründete er in Olten eine eigene Big Band; daneben leitete er eine eigene Combo. Zuletzt war er auch im Quartett von Bruno Spoerri zu hören. Auf den Oltner Jazztagen 2001 und 2006 wurde er jeweils herausgestellt. Für sein Lebenswerk verlieh man ihm 2010 den Kunstpreis des Kantons Solothurn.
Der „Miles Davis von Olten“ starb in seinem Heim in Olten.

## Diskographische Hinweise
- Modern Jazz Group Freiburg (Christopherus 1962)
- Mani Planzer: Jiver’s Licence (ML Records, 1971)
- Basel Jazz All Stars (Megaphone, 1980 mit u. a. Bruno Spoerri, Andy Scherrer, George Gruntz, Isla Eckinger, Peter Schmidlin)
- Take Off Big Band: Preview (Zytglogge, 1981) /
- Jazz Art Sextet: Don’t Look Back (CHJ, 1992, mit Vince Benedetti, Mathias Baumann, Andreas Erchinger, Peter Frei, Matthias Kuert)

## Lexigraphische Einträge
- Bruno Spoerri (Hrsg.): Biografisches Lexikon des Schweizer Jazz. CD-Beilage zu: Bruno Spoerri (Hrsg.): Jazz in der Schweiz. Geschichte und Geschichten. Chronos, Zürich 2005, ISBN 3-0340-0739-6.